# Augusta Schrumpf
Augusta Schrumpf född Augusta Smith 19 november 1813 i Köpenhamn, död 7 januari 1900 i Bergen, var en norsk (ursprungligen dansk) skådespelerska och operasångerska (sopran), aktiv 1829–1860. Hon var den ledande sångerskan i Oslo under 25 år, och även en av de första yrkesskådespelerskorna och yrkessångerskorna i Norge.

## Biografi
Augusta Schrumpf var dotter till konsumtionskassören i Köpenhamn Halvor Smith och Ellen Marie Lundgren: hennes far var norsk och hennes mor var svensk. Hon gifte sig 7 juli 1832 med tysken August Schrumpf, musikdirektör vid Christiania Theater i Oslo i Norge.

### Karriär
Augusta Schrumpf engagerades vid sexton års ålder 1829 som elev vid den av Johan Peter Strömberg grundade Christiania Offentlige Theater i Oslo i Norge. Detta var den första teatern i Oslo, och hon blev därmed en av de första professionella scenartisterna i staden. Hon debuterade 21 september 1829 som Rosina i Beaumarchais "Barberaren i Sevilla". Hon fick sitt genombrott 1831 som Fruen i «Ser jer i Spejl» och Trine Rar i «Aprilsnarrene», och spelade sedan allt fler bärande roller. Hon beskrivs som uttrycksfull och allsidig, och var länge Norges ledande teaterprimadonna: hon spelade både vaudeville och tragedi. Hon hade en fin sångröst, och kunde därför också fungera som operasångerska, särskilt i operor av Auber.
Augusta Schrumpf gjorde den kvinnliga huvudrollen i operetten Deux mots (Skatten) av Dalayrac under spelåret 1831/32, uppsatt av den nyanställde violinisten August Schrumpf, som hon senare gifte sig med. Detta var den kanske första gången en opera uppfördes i Norge.
Trots att hon inte ansågs ha någon större sångtalang, gjorde hon stor succé, och i 25 år framåt var hon teaterns primadonna och innehade de kvinnliga huvudrollerna då det uppfördes operor och sångroller i Oslo. Hon gjorde cirka 400 olika roller. Från 1837 var hon aktiv vid Christiania Theater, som då ersatte den gamla teatern. Hon kritiserades dock för sin starka danska accent. 
Då Christiania Theater rensade ut sina danska aktörer, fick hon avsked: hon höll sin avskedsföreställning 16 mars 1860. Hon bosatte sig sedan i Bergen, där hon var lärare åt flera av denna stads nya skådespelare.

## Roller
Augusta Schrumpf spelade i Bortförandet från Seraljen av Mozart och i Frukosten (tonsatt av Isouard) år 1833. Hon sjöng även en aria av Mozarts Titus vid en konsert 1833 vid det musiksällskap som vid denna tid spelade utdrag av berömda operor i staden. 
Efter Fra Diavolo (Auber) 5 maj 1834 fick operetterna sitt genombrott i Norge, och hon fick sedan medverka i en lång rad operor: Elskovsdrikken (Le philtre) 22/9 1834 (Auber), Ludovic (Hérold) 23/12 1834, Bruden (Auher) 13/6 1835, Alexis (Dalayrac) 20/3 1836), Den hvide Dame (Boieildieu) 23/12 1836, Friskytterne och Melkepigen (Isouard) 24/7 1837, Lestocq (Auber) 30/11 1837, Murmesteren (Auber) 24/5 1838, Den sorte Domino (Auber) 29/5 1839, Ambassadricen (Auber) 15/1 1840 och Parykmageren (Thomas) 27/5 1840, Bryggaren i Preston (Adam), Klosterängenoch Zampa av Héro1d (1840-41), Postiljongen i Lonjumeau, Regimentets Datter, Schweitzerhytten (1841-42) - där dock Betty Smidth hade huvudrollen - Bronsehesten av Auber (1842-43) - med en bejubland Betty Smidth i huvudrollen - Marie av Hérold, Rødhætte av Boieldieu, Aubers Den stumme i Portici (1843), där hon berömdes i rollen som Fenella, Kronjuvelene av Auber (1844), Djævelens Part och Hofconcerten av auber (1845), Hertugen af Olonne av Auber (1847), Søvngjængersken av Bellini, Jean de Paris av Boieldieu (1848), De to Prindser av Heinrich Esser (1849).
Bland andra samtida kvinnliga scenartister i Norge fanns Emilie da Fonseca och Betty Smidth.